# あいあいパーク
あいあいパークは、兵庫県宝塚市山本にある花と緑の情報発信ステーション。国道176号を挟んだ南側は山本新池公園になっている。

## 概要
あいあいパークのある山本は、1000年の歴史の中で接木術を生み出すなど植木産地として先駆的な役割を果たし、日本三大植木生産地の一つとしての地位を保ってきた。現在でも宝塚市の植木産業は地場産業となっており、全国花き植木産業界の流通拠点となっている。あいあいパークは1995年の阪神・淡路大震災により、使用不可能となったコミュニティー施設と共に、花き植木産業の振興施設の建設の陳情が地元代表者16名からあった。そして、園芸振興施設、コミュニティ施設に防災公園を加えたものを建設することになった。あいあいパークの本体棟はイギリス総領事のバックアップにより、17世紀にイギリスの田園地帯に建てられていた旧家をイメージしたもので、設計から資材にいたるまでをイギリスに依頼した。材料のオーク材は、イギリスから輸入し、ハーフティンバー工法によるイギリス式の建物となっている。

## 施設
- 本体棟
  - エントランス
  - アトリエバニラ - 雑貨とお洋服の店
  - 生活雑貨 たくみの森 - アズ（本社/大阪）が運営する直営店
  - グッドホーム宝塚
  - あいあいギャラリー
  - グリーンショップ ペオニア - 輸入生活雑貨の販売
  - 長尾サービスセンター
  - バンブルビー
  - ライブラリー
  - 共同利用施設 山本会館
  - カルチャー教室受付
  - 事務室
- 100円パンのヤキタテイ
- モデルガーデン
- 山本新池公園
  - 山本新池公園メインゲート
  - 英国風庭園
  - 日本庭園
  - 森林園
  - 芝生広場